# فارغو (الموسم 2)
بدأ عرض الموسم الثاني من مُسلسل فارغو على قناة إف إكس في 12 أكتوبر 2015، واستمر حتى 14 ديسمبر من نفس السنة. مُسلسل فارغو هُو مُسلسل كوميديا سوداء ودراما وجريمة أمريكي، أنشأه نواه هاولي. خلال هذا الموسم الذي تكون من عشر حلقات، كان طاقم البُطولة مُكونا من كُل من كيرستين دانست وجيسي بليمنز وباتريك ويلسون وجين سمارت وتيد دانسون.
تجري الوقائع في هذا الموسم الثاني من مُسلسل فارغو في منطقة أعالي الغرب الأوسط الأمريكي في مارس من سنة 1979. تدور أحداث هذا الموسم حول حياة زوجين شابين، هُما بيغي (كيرستن دانست) وإد بلامكويست (جيسي بليمنز)، ومُحاولتهما التستر على جريمة قتل راي غيرهارت (كيران كولكين)، ابن فلويد غيرهارت (جين سمارت)، قائدة عصابة عائلة [الإنجليزية] غيرهارت. في نفس الأثناء، يُحقق كُل من الضابط لو سولفرسون (باتريك ويلسون)، ومأمور مُقاطعة روك هانك لارسون (تيد دانسون) في ثلاث جرائم قتل مُرتبطة بمقتل راي غيرهارت.
استخدم هاولي وفريق كتابة السيناريو الموسم الثاني لتوسيع نطاق سرد القصص في المُسلسل. صُورت حلقات الموسم الثاني في كالغاري في مُقاطعة ألبرتا الكندية، على مدار 85 يومًا. تلقى الموسم إشادة كبيرة من النقاد، وقد اعتبره العديد منهُم ضمن قائمة أقوى المُسلسلات التلفزيونية الأمريكية في الموسم التلفزيوني لسنة 2015. رُشح هذا الموسم من مُسلسل فارغو لنيل العديد من الجوائز، من بينها جائزة الإيمي برايم تايم لأفضل مُسلسل محدود [الإنجليزية] وجائزة الغولدن غلوب لأفضل مُسلسل قصير أو فيلم تلفزيوني، كما فاز أيضا بالعديد من الجوائز الأخرى في ميادين التمثيل والإخراج وكتابة السيناريو والتصوير السينمائي والتحرير والمُؤثرات البصرية.

## طاقم التمثيل

### أدوار البطولة
- كيرستين دانست في دور بيغي بلامكويست، مُصففة شعر ومُهتمة بحركة الإمكانات البشرية وبتقنيات علم النفس الرائج.
- باتريك ويلسون في دور لو سولفرسون، شُرطي وأب مولي سولفرسون، يُعد لو أيضا واحدا من الشخصيات الرئيسية في الموسم الأول  [لغات أخرى]‏ من المُسلسل، حيث جسد كيث كارادين الشخصية في الموسم الأول.
- جيسي بليمنز في دور إد بلامكويست، زوج بيغي ومُساعد جزار البلدة.
- جين سمارت في دور فلويد غيرهارت، زوجة أوتو غيرهارت، زعيم العصابة الإجرامية الأقوى في فارغو. بعد إصابة زوجها بسكتة دماغية، تُصبح فلويد زعيمة العصابة.
- تيد دانسون في دور هانك لارسون، مأمور مقاطعة روك، أب بيتسي، وجد مولي سولفرسون.

### الأدوار الثانوية
- كريستين ميلوتي في دور بيتسي سولفرسون، زوجة لو، تُعاني بيتسي من السرطان.
- جيفري دونوفان في دور دود غيرهارت، الابن الأكبر ضمن عائلة غيرهارت.
- بوكيم وودبين في دور مايك موليغان، رجُل أرسلته عائلة كانساس الإجرامية  [لغات أخرى]‏ للقضاء على عصابة عائلة غيرهارت.
- براد غاريت في دور جو بولو، رجُل أرسلته عائلة كانساس الإجرامية للإشراف على المُفاوضات مع عائلة غيرهارت.
- نيك أوفرمان في دور كارل ويذرز، المُحامي الوحيد في البلدة.
- ميخائيل هوغن في دور أوتو غيرهارت، زوج فلويد الذي يُعاني من آثار سكتة دماغية.
- زان ماكلارنون في دور هانزي دينت، رجُل من السكان الأصليين للولايات المُتحدة، وهُو أحد رجال دود غيرهارت المُخلصين.
- أنجوس سامبسون في دور بير غيرهارت، الابن الأوسط ضمن عائلة غيرهارت.
- آدم أركين في دور هاميش بروكر.
- رافين ستيوارت في دور مولي سولفرسون، ابنة الزوجين لو وبيتسي سولفرسون، وهي إحدى الشخصيات الرئيسية في الموسم الأول من المُسلسل.
- إيميلي هاين في دور نورين فاندرسلايس
- دانيال بيرن في دور سوني غرير.
- براد مان في دور غايل كيتشن.
- تود مان في دور واين كيتشن.
- إليزابيث مارفيل في دور كونستانس هيك.
- رايتشل كيلر في دور سيمون غيرهارت، ابنة دود غيرهارت.
- آلان دوبريسكو في دور تشارلي غيرهارت، ابن بير غيرهارت، وهُو يُعاني من شلل دماغي.
- كير أودونيل في دور بين شميت.
- تيري كيني في دور غيبسون.
- بروس كامبل في دور رونالد ريغان.
- آن كوزاك في دور القاضية ماندت.
- مايك برادسيك في دور سكيب سبرانغ.
- جريج بريك في دور فيرجيل باير.

### ضيوف الشرف
- كيران كولكين في دور راي غيرهارت، الأخ الأصغر بين الإخوة غيرهارت.
- مارتن فريمان في دور الراوي.
- أليسون تولمان في دور مولي سولفرسون.
- جوي كينج في دور غريتا غريملي.
- كولن هانكس في دور غوس غريملي.
- كيث كارادين في دور لو سيلفرسون الكهل.

## قائمة الحلقات
| ر. الإجمالي | ر. في الموسم | العنوان                                                                        | المخرج                      | الكاتب                           | تاريخ العرض الأصلي | رمز الإنتاج | عدد المشاهدات في الولايات المُتحدة (بالمليون) |
| --- | ------------ | ------------------------------------------------------------------------------ | --------------------------- | -------------------------------- | ------------------ | ----------- | -------------------------------------------- |
| 11 | 1            | «في انتظار الهولندية [الإنجليزية]»                                             | مايكل آبندال راندال أينهورن | نواه هولي                        | 12 أكتوبر 2015     | XFO02001    | 1.59                                         |
| في مارس 1979، كانت عصابة عائلة غيرهارت أقوى عصابة إجرامية في فارغو. قُوة هذه العائلة ونُفوذها أصبحا مُهددين، وذلك بعد أن أصبح رب الأُسرة (أوتو غيرهارت) عاجزا إثر إصابته بسكتة دماغية. بعد عجز الوالد، يتنافس الابنان (دود) و(بير) حول أخذ زمام قيادة العائلة. في مطعم وافل هات (بالإنجليزية: Waffle Hut near)‏ بالقُرب من لوفورن (بالإنجليزية: Luverne)‏، تتحول مُحاولة (راي غيرهارت) ابتزاز القاضية (ماندت) لإلغاء تجميد أصول شريكه (سكيب سبرانغ) إلى حادثة مُميتة، حيث يقتُل (راي) القاضية (ماندت) واثنين من عُمال المطعم. بعد خروجه من المطعم مُتأثرا بطعنة تلقاها على مُستوى الظهر، يرى (راي) جسما طائرا في السماء، ولكن ما هي إلا لحظات حتى صدمته سيارة على الطريق. كانت (بيغي بلامكويست) هي سائقة السيارة، وقد حسبت بأن راي قد تُوفي، لذلك أخفته في مرآب منزلها. يكتشف الجزار (إد بلامكويست) زوج (بيغي) بأن (راي) ما زال حيا، وبعد عراك قصير بينهُما، يطعن (إد) (راي) بطعنة قاتلة. تُقنع (بيغي) (إد) بإبقاء الحادث سرًا، ثُم يُخفي الزوجان الجُثة في ثلاجة في مرآب المنزل. يتولى الشرطي (لو سولفرسون) والمأمور (هانك لارسون) التحقيق في قضية حادث إطلاق النار في مطعم وافل هات. في المنزل، يتحدث (لو) مع زوجته (بيتسي) حول تقدم حالة هذه الأخيرة الصحية مع مرض السرطان. على ضوء عجز (أوتو غيرهارت)، يُقرر أفراد عصابة عائلة كانساس الإجرامية التحرك لاستغلال هذه الفُرصة من أجل السيطرة على نفوذ عائلة فارغو. |              |                                                                                |                             |                                  |                    |             |                                              |
| 12 | 2            | «أمام القانون»                                                                 | نواه هولي                   | نواه هولي                        | 19 أكتوبر 2015     | XFO02002    | 0.96                                         |
| يصل كُل من (جو بولو) و(مايك موليغان) والأخوين (كيتشن)، والذين هُم أفراد من عصابة كانساس الإجرامية، إلى مقر إقامة عائلة غيرهارت. يعرض (بولو) على (فلويد غيرهارت) عرضا بالسيطرة على نُفوذ ومُمتلكات عائلة غيرهارت بالكامل، لكن مع السماح للعائلة بإدارة عملياتها. بعد ذلك، تُخبر (فلويد) أبنائها عن مُخرجات هذا الاجتماع مع وفد عصابة كانساس. ينتقد (دود) أمر تولي والدته إدارة شؤون العائلة، لكنه يرضخ عندما تُعرب الأم عن نيتها نقل المسؤولية إليه بمُجرد استقرار الوضعية الحالية. بعد ذلك، تأمُر (فلويد) أولادها بالبحث عن ابنها وأخيهما (راي) وإحضاره. يبدأ (موليغان) والأخوان (كيتشن) بدورهم في البحث عن (راي). في لوفورن، تستأنف (بيغي) عملها في صالون التجميل، بينما يبقى (إد) في المنزل لتنظيف المرآب وتجميع جثة (راي° لنقلها إلى محل الجزارة الذي يشتغل به. في طريق عودتهم إلى البلدة، يتوقف (لو) وعائلته عند مسرح الجريمة، حيث وجدت زوجته (بيتسي) مُسدس (راي) بين الأعشاب المُحاذية للطريق. في وقت لاحق من تلك الليلة، يرى (لو) خلال جولة ليلية له بالسيارة الإنارة مُشتعلة داخل محل الجزارة المُغلق، لذلك ترجل من سيارته وقرع باب المحل. فتح (إد) الباب للشرطي (لو)، ثُم طلب هذا الأخير من (إد) أن يُعد له بعضا من لحم الخنزير المُقدد بغرض شرائه. يبذل (إد) قصارى جُهده لإلهاء (لو) عن رؤية بقايا جُثة (راي) في آلة تقطيع اللحم. في نهاية الأمر، يُغادر (لو) محل الجزارة، ثُم يستأنف (إد) عمله في تقطيع وطحن جُثة (راي). في نهاية الحلقة، تُضيء أضواء ساطعة غريبة الجُزء الخارجي من متجر الجزارة.                                                                             |              |                                                                                |                             |                                  |                    |             |                                              |
| 13 | 3            | «أسطورة سيزيف [الإنجليزية]»                                                    | مايكل آبندال                | بوب دولورونتيس [الإنجليزية]      | 26 أكتوبر 2015     | XFO02003    | 1.21                                         |
| تبدأ الشرطة في مُطاردة (راي غيرهارت) بعد أن وُجدت بصماته على مُسدس في مطعم "وافل هات". في نفس الوقت، يبحث كُل من (موليغان) من جهة، و(دود) و(هانزي) من جهة أُخرى، عن (راي). يُصادف (هانك) ابنته (بيتسي) بينما يُعلق صورة (راي) المطلوب للشرطة في محل التجميل الذي تعمل به (بيغي). تُخبر (بيتسي) والدها (هانك) بأن (راي) رُبما قد صدمه أحدهم وهرب، بينما تُشكك (بيغي) في هذه النظرية التي اقترحتها (بيتسي). تُخبر (بيغي) زوجها (إد) بأن عليه أن يصدم سيارتها بشيء آخر من أجل إخفاء آثار الحادث السابق. في نفس الوقت، سافر (لو) إلى فارغو بغرض لقاء المُحقق (بن شميت). بعد ذلك، يزور (لو) و(بن) مقر إقامة عائلة غيرهارت، وسط أجواء مشحونة ومُتوترة مع أفراد العائلة. يزور (لو) بعد ذلك محل (سكيب) لآلات الطباعة، حيث يجد هُناك (موليغان) والأخوين (كيتشن). تُخبر (سيمون) ابنة (دود) (هانزي) عن دليل جديد بخُصوص اختفاء (راي)، ثُم يجدان بعد ذلك (سكيب) في شُقة (راي). يُحضر (هانزي) (سكيب) ل(دود) بغرض التحقيق معه. يستخلص (دود) من التحقيق مع (سكيب) بأن هذا الأخير ليست لديه أي معلومة حول مكان اختفاء (راي). يُجبر (دود) و(هانزي) (سكيب) على النزول إلى قبر مفتوح، ثُم يدفنانه هُناك حياً في الخرسانة الساخنة. يأمر (دود) (هانزي) بالبحث عن (راي)، والانطلاق في ذلك من "لوفورن". |              |                                                                                |                             |                                  |                    |             |                                              |
| 14 | 4            | «خوف وارتجاف [الإنجليزية]»                                                     | مايكل آبندال                | ستيف بلاكمان                     | 2 نوفمبر 2015      | XFO02004    | 1.28                                         |
| عندما ذهب (أوتو غيرهارت) إلى موعد له مع الطبيب، ذكرت (سيمون غيرهارت) هذا الأمر لموليغان في خضم علاقة حميمية بينهُما. بعد ذلك، يعترض الأخوان كيتشن (أوتو) وحُراسه أمام المصحة، ثُم يُقدمان على قتل جميع حُراس (أوتو) ما عدا هذا الأخير. في تلك الأثناء، يلتقي كُل من (فلويد) و(دود) و(بير) مع (جو بولو) للتناقُش حول عرض عائلة كانساس. يرفُض (بولو) فكرة (فلويد) بعد أن أهان (دود) اثنين من رجاله، وعند اتصاله برُؤسائه، رفضوا بدورهم مُقترح عائلة غيرهارت. عرض بعدها (بولو) عرضا بمبلغ أقل بمليوني دولار من العرض الأول إضافة إلى الاستسلام الكامل لعائلة غيرهارت. في لوفورن، يجد (هانزي) مشبك حزام (راي) ضمن بقايا الرماد في مدفأة منزل الزوجين بلامكويست. يأتي (لو) هُو أيضا لمنزل الزوجين بلامكويست، حيث يُخبرهما بأن لديه شكوك حول ضلوعهما في حادث مقتل (راي)، لكنهما يرفضان هذه الاتهامات، ثُم حذرهُما من خُطورة عائلة غيرهارت. في مزرعة هذه الأخيرة، تُخبر (فلويد) أفراد عائلتها ببدء الاستعدادات للحرب مع عائلة كانساس. |              |                                                                                |                             |                                  |                    |             |                                              |
| 15 | 5            | «هدية الماغي (بالإنجليزية: The Gift of the Magi)‏»                              | جيفري راينر                 | مات وولبرت وبين ناديفي           | 9 نوفمبر 2015      | XFO02005    | 1.13                                         |
| يُشارك (لو) ضمن أفراد طاقم الحراسة الأمني الخاص بالمُرشح الرئاسي رونالد ريغان. يُقرر (دود) و(هانزي) تلفيق تُهمة التآمُر والقتل للجزار (إد)، حيث أخبر (هانزي) (فلويد) بأن عصابة كانساس سيتي تعاونت مع (إد) في حادثة مقتل (راي)، وذلك في مُحاولة لإغضاب (فلويد) أكثر وجعلها تختار خيار الحرب مع عصابة كانساس. أمرت (فلويد) بعدها (هانزي) بنصب كمين لأفراد عصابة كانساس سيتي. خلال هذا الكمين، يتمكن (هانزي) من قتل (جون بولو) وأحد الأخوين (كيتشن)، ثُم يُرسل بعدها رأس (بولو) إلى (موليغان). خلال لقاء بينهُما، يُهدد (موليغان) (سيمون)، كما طلب منها بأن تتجسس على عائلتها لصالحه. في نفس الأثناء، يأمر (دود) أحد رجاله ويُدعى (فيرجل) بقتل (إد)، حيث يُرافق (تشارلي) ابن (بير) (فيرجل) في هذه المُهمة. بعد تحذير (لو) لهُما، تقترح (بيغي) على زوجها خيار المُغادرة إلى كاليفورنيا، لكن (إد) يُصر على البقاء في البلدة وعدم الرحيل. قررت (بيغي) بعدها أن تُغادر من دون زوجها، لكنها عدلت عن رأيها بعد ذلك، حيث باعت سيارتها إلى الميكانيكي (سوني غرير)، وذلك بغرض أن تُعطي هذا العائد لزوجها ليشتري به محل الجزارة الذي يتشغل به. يصل (فيرجل) و(تشارلي) إلى لوفورن، وفي مُحاولة له لقتل (إيد) يُصيب (فيرجل) (تشارلي) برصاصة، ثُم بعد عراك قصير، يتمكن (إيد) من قتل (فيرجل). في خضم هذا العراك، اشتعلت ألسنة النيران في محل الجزارة، ثُم أخرج بعدها (إد) (تشارلي) من المحل. يعود (إد) إلى منزله مُصمما على مُغادرة البلدة، لكن بيغي تُخبره بأنها باعت سيارتها. بعد ذلك تصل سيارات الشرطة إلى منزل عائلة بلامكويست.                                                                         |              |                                                                                |                             |                                  |                    |             |                                              |
| 16 | 6            | «وحيد القرن (بالإنجليزية: Rhinoceros)‏»                                         | جيفري راينر                 | نواه هولي                        | 16 نوفمبر 2015     | XFO02006    | 1.15                                         |
| اعتُقل (إد) وأُحضر إلى مركز الشرطة بغرض الاستجواب. بينما استجوب (هانك) (بيغي) في منزل هذه الأخيرة، وأخبرها بأن (سوني) وافق على فحص عينات الدم الموجودة في السيارة التي باعتها له. في فارغو، أصرت (فلويد) على أن يُقتل "الجزار"، وأن يُحضر (تشارلي) من السجن. بعد مُرور ساعات قليلة، يصل (دود) ورجاله إلى منزل الزوجين بلامكويست بغرض قتل (إد)، في حين توجه (بير) وأتباعه إلى مركز الشرطة بغرض إحضار (تشارلي). ضرب (هانزي) (هانك) بضربة أفقدته وعيه، في حين صعقت (بيغي) (دود) في قبو المنزل باستعمال قضيب للصعق الكهربائي [الإنجليزية]. استُدعي (كارل ويذرز) المُحامي الوحيد في لوفورن إلى مركز الشرطة، بعد لحظات من وصول (بير) ورجاله إليه. يتوصل (لو) إلى طريقة لإخراج (إد) من مركز الشرطة. يُشغل (كارل) (بير) ورجاله، بينما أخرج (لو) (إد) من إحدى النوافذ الخلفية لمركز الشرطة. بعد أن أقنعهُم (كارل)، يُغادر (بير) ورجاله دون التسبب بأية مشاكل. يهرُب (إد) من قبضة (لو) مُستغلا انشغال هذا الأخير بالحديث مع (هانك)، حيث جرى مُسرعا في اتجاه منزله. بعد هروبه بقليل، يتجه (هانزي) في اتجاه المسلك الذي سلكه (إد). في نفس الأثناء، تتصل (سيمون) بموليغان مُخبرة إياه بمُغادرة الإخوة غيرهارت إلى "لوفورن"، حيث أرادت من (موليغان) أن يقتُل أباها (دود). يصل موليغان ورجاله إلى مزرعة عائلة غيرهارت، ثُم يبدأون في إطلاق النار بشكل كثيف على منزل العائلة، مع وجود (سيمون) و(فلويد) و(أوتو) في المنزل وحدهُم في تلك الأثناء. |              |                                                                                |                             |                                  |                    |             |                                              |
| 17 | 7            | «هل قُمت بها ؟ لا، لقد فعلتها! (بالإنجليزية: Did You Do This? No, You Did It!)‏» | كيث غوردون                  | نواه هولي ومات وولبرت وبن ناديفي | 23 نوفمبر 2015     | XFO02007    | 1.24                                         |
| تدفن (فلويد) و(سيمون) (أوتو) وبعض أشياء (راي) في قبرين في مزرعة العائلة، حيث أن (أوتو) قُتل في حادث إطلاق النار الكثيف الذي شنه أفراد عصابة كانساس. يصل (لو) و(بن) إلى مزرعة العائلة بعد لحظات من انتهاء مراسيم الجنازة، حيث طلبا من (فلويد) أن تذهب معهُما إلى مركز الشرطة. في صفقة مع الشرطة، تقبل (فلويد) بإعطاء جميع المعلومات المُتعلقة بنشاط العائلة في تجارة المُخدرات، مُقابل تبرئة جميع أفراد عائلتها من كُل الجرائم التي ارتكبوها سابقًا. يذهب (بير) و(سيمون) إلى إحدى الغابات المحلية، حيث يُرديها هُناك بالرصاص جزاء لها على خيانتها للعائلة. يطلب (لو) من (كارل) أن يبقى هذا الأخير مع (بيتسي) ويعتني بها هي و(مولي). بعد حديث بينهُما، تطلب (بيتسي) من (كارل) أن يعتني بعائلتها في حال وفاتها. تذهب (بيتسي) إلى منزل والدها لإطعام قطته، ثُم تجد مكتبه مليئا برسومات ورموز غريبة. في تلك الأثناء، تتصل إدارة العصابة بموليغان لتُخبره بأنه قد فشل في مُهمته وبأن شخصا آخر سيأتي محله لتسوية الأمور مع عائلة غيرهارت. بعد وصولهم إلى غُرفة موليغان في الفندق، يُردي (موليغان) ومُساعده (كيتشن) هذا الشخص قتيلا هُو ومُساعديه. فجأة، يتصل (إد) بموليغان مُخبرا إياه بأن (دود) في قبضته، وأنه يحتفظ به في صندوق سيارته. |              |                                                                                |                             |                                  |                    |             |                                              |
| 18 | 8            | «لوبلوب (بالإنجليزية: Loplop)‏»                                                 | كيث غوردن                   | بوب دولورونتيس                   | 30 نوفمبر 2015     | XFO02008    | 1.32                                         |
| بعد وصوله إلى منزله، يحمل (إد) وزوجته (بيغي) (دود) ويضعانه في صندوق السيارة، ثُم يتجهان للاختباء داخل منزل في إحدى غابات داكوتا الجنوبية. يقتفى (هانزي) أثر الزوجين بلامكويست. في محطة للوقود، يُجري (إد) عدة اتصالات بعائلة غيرهارت من أجل المُساومة على إطلاق سراح (دود)، لكنهم أبدوا عدم اهتمامهم بالأمر. يتفق (إد) مع (موليغان) على الالتقاء في نُزل في (بالإنجليزية: Sioux Falls)‏ في صباح اليوم المُوالي. يتمكن (دود) من الانعتاق من وثاقه، ثُم أفقد (بيغي) وعيها. بعد دخول (إد) إلى المنزل، يُفاجئ (دود) هذا الأخير ويتمكن من شنقه. بعد استفاقتها، تُفقد (بيغي) (دود) وعيه، وتتمكن بعد ذلك من إنقاذ حياة (إد) في اللحظة الأخيرة. يقتُل (هانزي) خمسة أشخاص في إحدى الحانات. بعد ذلك، يجد (هانزي) (كونستانس هيك) في غُرفتها في إحدى الفنادق، ثُم يُجبرها على الاتصال ب(بيغي) من أجل معرفة مكان تواجد هذه الأخيرة، ولكن دون جدوى. يتمكن (هانزي) من إيجاد المنزل الذي يختبئ فيه الزوجان بلامكويست. تحت طائلة التهديد بالمُسدس، يطلب (هانزي) من (بيغي) أن تُسرح شعره، وذلك بعد أن أردى (دود) قتيلا بالرصاص. في تلك الأثناء، يصل (لو) و(هانك) إلى هذا المنزل، ثُم يبدأ تبادل gإطلاق النار بين هانزي والشرطيين، قبل أن تتمكن (بيغي) من طعن (هانزي) باستخدام مقص. يتمكن (هانزي) من الهرب بعد ذلك عبر الباب الأمامي للمنزل. |              |                                                                                |                             |                                  |                    |             |                                              |
| 19 | 9            | «القلعة [الإنجليزية]»                                                          | آدم أركين                   | نواه هولي وستيف بلاكمان          | 7 ديسمبر 2015      | XFO02009    | 1.31                                         |
| بعد القبض مُجددا على الزوجين بلامكويست، يتصل (هانك) و(لو) بشُرطة داكوتا الجنوبية [الإنجليزية]. عندما أخبرهُم (إد) بموعده مع (موليغان)، يقترح (تشيني) قائد شُرطة داكوتا الجنوبية على الزوجين ارتداء جهاز تنصت من أجل هذا اللقاء. يُعارض (لو) اقتراح (تشيني)، ثُم يأمره هذا الأخير بمُغادرة الولاية. يُوافق الزوجان بلامكويست على هذه الخطة، وذلك في مُقابل تخفيف العقوبات عليهما. تبدأ قُوات الشرطة في التحضير لكمين في النزل الذي سيلتقي فيه (إد) و(موليغان). يكذب (هانزي) على (فلويد) و(بير) بشأن حالة (دود)، حيث أخبرهُما بأنه مُحتجز في نُزل على يد عصابة كانساس سيتي. في تلك الأُثناء، اتصل (لو) بزوجته من هاتف عُمومي في محطة وقود قريبة بغرض تفقد حالها، ثُم بعد انتهاء المُكالمة وجد (لو) صاحب المحل التجاري في محطة الوقود مقتولا، حيث كان قد قتله (هانزي) في وقت سابق. يُسرع (لو) ليُحذر أفراد الشرطة من قُدوم عصابة غيرهارت إلى النزل الذي نصبوا الكمين فيه. قُتل جميع أفراد الشرطة في الكمين على يد عصابة غيرهارت، باستثناء (بن) و(هانك) الذي أُصيب في تبادل إطلاق النار. تُدرك (فلويد) خداع (هانزي) لهُم، وما أن استدارت للوراء حتى واجهها (هانزي) وطعنها بطعنة قاتلة. هاجم (بير) (لو) مُحاولا خنقه. في تلك الأثناء وفي خضم تلك الفوضى، يظهر جسم طائر مجهول في السماء، ثُم قتل (لو) (بير) برصاصة في الحُنجرة، مُستغلا اندهاش هذا الأخير برُؤية الجسم الطائر. يتمكن الزوجان بلامكويست من الفرار من قبضة الشرطة، لكن يُلاحقهما (هانزي). يأمر (هانك) (لو) بمُلاحقة الثلاثي وطلب تعزيزات من قُوات الشرطة.                                                                                |              |                                                                                |                             |                                  |                    |             |                                              |
| 20 | 10           | «مُتناظرة (بالإنجليزية: Palindrome)‏»                                            | آدم أركين                   | نواه هولي                        | 14 ديسمبر 2015     | XFO02010    | 1.82                                         |
| إلى حد الآن، قُتل جميع أفراد عائلة غيرهارت باستثناء (تشارلي)، مما يعني انتهاء إمبراطورية عائلة غيرهارت. خلال مُطاردتهما، يُصيب (هانزي) (إد) برصاصة في صدره. يحتمي الزوجان بعد ذلك في خزانة لحفظ اللحوم في أحد المحلات التجارية. يستسلم (إد) في الأخير للموت بعد فُقدانه لكمية كبيرة من الدم، مما تسبب في انهيار عصبي لدى (بيغي)، حيث بدأت تتخيل بأن (هانزي) يُحاصرهم، وبأنه أشعل النيران في المركز التجاري الذي يختبئان فيه بغرض خنقهم حتى الموت. مع ذلك، هرب (هانزي) مُنذ ذلك الحين. يصل (لو) إلى المركز التجاري ويعتقل (بيغي). ينخرط الثنائي خلال طريقهما إلى مينيسوتا في مُحادثة حول الحياة والموت، حيث بدا أن (بيغي) تقبلت مصيرها أخيرا. تمكن (هانزي) من الحُصول على بطاقة هُوية جديدة، وقد شوهد لآخر مرة أثناء إنقاذه لطفلين صغيرين [الإنجليزية]، أحدهما أصم، من تنمر مُراهقين عليهما في إحدى ساحات اللعب. رُقي (موليغان) على يد رُؤسائه بعد أن نسب القضاء على عائلة غيرهارت إلى نفسه، لكنه اكتشف بأنه سيعمل في مكتب صغير في إحدى الشركات. في تلك الأثناء، استعادت (بيتسي) وعيها، حيث كانت قد فقدت الوعي كنوع من الأعراض الجانبية التي تنجُم عن الدواء الذي تتناوله. بعد عودته إلى منزله، يجتمع (لو) وزوجته (بيتسي) وصهره (هانك) في تجمع عائلي. لم يتوصل أحدهم إلى تفسير منطقي بخُصوص ذلك الجسم الطائر الذي ظهر فجأة في السماء. تسأل (بيتسي) والدها (هانك) عن فحوى تلك الرموز والرسومات الغريبة في مكتبه، ليُخبرها بأنه كان يُحاول ابتكار لغة تصويرية عالمية بغرض تعزيز التعاون والتفاهم العالميين بشكل أفضل. يتأمل الثلاثة فيما يُخفيه المُستقبل لكل واحد منهم وللعائلة ككُل. |              |                                                                                |                             |                                  |                    |             |                                              |

## الإنتاج

### الكتابة والتطوير
ظهرت تفاصيل الموسم الجديد لأول مرة في وسائل الإعلام عقب مُؤتمر صحفي عقدته جمعية نقاد التلفزيون [الإنجليزية] (TCA). ثُم في 21 يوليو 2014، حددت قناة إف إكس عدد حلقات الموسم الثاني من مُسلسل فارغو في عشر حلقات.
مُسلسل فارغو عبارة عن مُسلسل أنثولوجي، حيث صُمم كُل موسم من المُسلسل على أن يكون لديه سرد خاص به مُختلف عن المواسم الأخرى، وأيضا مجموعة شخصيات مُختلفة في أماكن مختلفة. استخدم نواه هولي وفريق الكتابة الموسم الثاني لتوسيع نطاق سرد القصص في المُسلسل. زاد عدد الشخصيات الرئيسية في الموسم الثاني من المُسلسل إلى خمسة، حيث لكل منها علاقة تجمعه بالشخصيات الأخرى، وأيضا وجهات نظر مُختلفة حول القصة المركزية للموسم. أراد هاولي أن يتعاطف المُشاهدون مع بعض الشخصيات في المُسلسل، والتي قد لا يتعاطفون معها في الحياة الواقعية. تدور أحداث هذا الموسم من فارغو في سنة 1979، أي قبل 27 سنة بالضبط من أحداث الموسم الأول [الإنجليزية] الذي تقع أحداثه في سنة 2006، بالتناوب بين مُدن لوفورن في ولاية مينيسوتا وفارغو في داكوتا الشمالية وسيوفولز بولاية داكوتا الجنوبية. بحسب هاولي، فإن التغيير في الفترة الزمنية ساعد على تنمية الشعور بالاضطراب والعنف في عالم «لا يمكن أن يكون أكثر انقسامًا وتعقيدًا ويأسًا».

### اختيار الممثلين
خلال هذا الموسم الجديد من فارغو، اختير طاقم تمثيل رئيسي جديد مُكون من خمسة مُمثلين. لم يضع هاولي أي مُمثل بالتحديد في عين الاعتبار لكي يكون ضمن طاقم التمثيل الرئيسي، على الرغم من أن نيك أوفرمان وبراد غاريت وباتريك ويلسون وكيرستن دانست كانوا من بين القلائل الذين اقترحهم لتمثيل أدوار البطولة خلال مراحل مُبكرة من تطوير الموسم الثاني من المُسلسل. كان البحث عن المُمثلين في بعض الأحيان عملية شاملة تتطلب وضع إعلانات خاصة بذلك في بعض مواقع الويب المُتخصصة وأيضا في وسائل التواصل الاجتماعي. بمُجرد تحديد جميع أفراد طاقم التمثيل، أُعلم وكلاء هؤلاء بظروف الطقس المُتجمد في أماكن التصوير، كما نوقشت كذلك جميع المشاكل التي من المُمكن أن تطرأ خُصوصا فيم يتعلق بمواقع التصوير وتعارضات الجدولة المُحتملة أثناء الإنتاج. بمُجرد تعيينهم، تدرب المُمثلون مع مُدرب لهجات [الإنجليزية] بغرض إتقان لهجة سُكان مينيسوتا [الإنجليزية].
كان الثنائي كيرستن دانست وجيسي بليمنز من أوائل المُمثلين الذين اختيروا ضمن طاقم التمثيل في ديسمبر 2014، وذلك لأداء شخصيتي بيغي وإد بلامكويست على التوالي. علمت دانست بهذا المشروع من خلال وكالة أعمالها، وقد قرأت سيناريو حلقتين، وشاهدت الموسم الأول من المُسلسل، وفيلم سنة 1996، قبل أن توافق على تولي هذا الدور. كانت المُمثلة قد صرحت بأنها «قد تأثرت كثيراً بالطريقة التي كُتبت بها قصة المُسلسل، حيث كانت توحي بأن المُسلسل عالي الجودة.» لفت بليمنز انتباه هاولي بشكل خاص في مُسلسل أضواء ليلة الجُمعة (2006-11) ومُسلسل اختلال ضال (2008-13). اعتقد هاولي بأن الجسم السمين للمُمثل، والوزن الذي اكتسبه سابقًا لكي يُشارك في فيلم القداس الأسود سنة 2015، سيُؤثر على طريقة رُؤية الجمهور لشخصيته. صرح بليمونز بأنه واجه مُشكلة في أداء دوره في البداية، حيث «كان قلقًا من أن يكون مثل [البقرة]، أي أن يكون غبيًا ويُوافق على كُل ما تقوله زوجته في المُسلسل».
أكمل باتريك ويلسون وتيد دانسون وجين سمارت طاقم التمثيل الرئيسي بحلول يناير 2015. أدى ويلسون دور الضابط لو سولفرسون، في حين مثل دانسون دور المأمور هانك لارسون، بينما أدت سمارت دور فلويد غيرهارت، زعيمة عائلة غيرهارت الإجرامية [الإنجليزية]. كان اختيار ويلسون فريدًا، وذلك لكون شخصيته قد كانت الوحيدة التي ظهرت في المُسلسل من قبل، حيث كان كيث كارادين قد أدى دور لو في الموسم الأول من المُسلسل، بعد 27 عامًا من أحداث الموسم الثاني. على هذا النحو، لم يرغب هاولي في أخذ أي إشارات من أداء كارادين، حيث أن شخصية لو في هذا الموسم كانت «في مرحلة مُختلفة» من حياتها، على الرغم من أن ويلسون حلل أداء كارادين إلى حد ما. اقتنع ويلسون أكثر بالمُشاركة في المُسلسل بعد النجاح التجاري الذي حققه الموسم الأول، وأيضا العدد المُحترم للجوائز التي تلقاها. وجد دانسون صعوبة في تعلم اللهجة المحلية لسُكان مينيسوتا، حيث كان قد بدأ في التدرب عليها بمُجرد توقيعه للمُشاركة في المُسلسل، كما كان غالبًا ما يتدرب على هذه اللهجة قبل تصوير أي مشهد. تطلب دور سمارت أن تظهر في مظهر قديم نوعا ما، وقد حقق المُنتجون ذلك عن طريق قص وصبغ شعرها، كما أعطى هاولي للمُمثلة كتابًا يحتوي على لوحات رسمها أندرو وايث بغرض شرح شخصيتها أكثر.
شكلت مجموعة مُكونة من 20 مُمثلاً الجُزء الأكبر من طاقم تمثيل الموسم الثاني من المُسلسل. في بالي فيست 2015 [الإنجليزية]، علق هاولي على المُسلسل بأنه : «يُشبه نوعًا ما سباق خيل، خاصة عندما تعلم أن الجميع في مسار التصادم هذا. إنها مثل قول:»من الذي سيفعل ذلك؟«، ويمكنك تجميع الأشخاص معًا في تأليفات غير مُتوقعة.» لعب أوفرمان دور كارل ويذرز، وهو مُدمن كحوليات وأيضا المحامي الوحيد في لوفورن، كما عُينت كريستين ميليوتي لأداء دور بيتسي سولفرسون، زوجة لو والمريضة بمرض السرطان. شعر هاولي أن ميليوتي كانت الخيار الصحيح لأن شخصيتها في المُسلسل كانت مُشابهة لشخصيتها في الواقع. أدى غاريت دور جو بولو، بينما لعب بوكيم وودبين دور مايك موليغان، وهو الدور الذي عُرض عليه بعد يومين فقط من اجتيازه لتجارب الأداء بنجاح. اختير زان ماكلامون لأداء شخصية هانزي دينت بعد أسبوعين من تجارب الأداء. أما لأداء أدوار أفراد عائلة غيرهارت، فقد اختير كُل من كيران كولكين في دور راي، ورايتشل كيلر في دور سيمون، وميخائيل هوغن في دور أوتو، وآلان دوبريسكو في دور تشارلي غيرهارت، وأنغوس سامبسون في دور بير، وجيفري دونوفان في دور دود. اكتسب دونوفان 30 رطلاً استعدادًا لأداء دوره. أما فيما يتعلق بالأدوار الثانوية الأخرى، فقد اختير بروس كامبل لأداء دور رونالد ريغان، وكير أودونيل للعب شخصية بن شميت، وإليزابيث مارفيل في دور كونستانس هيك.

### التصوير

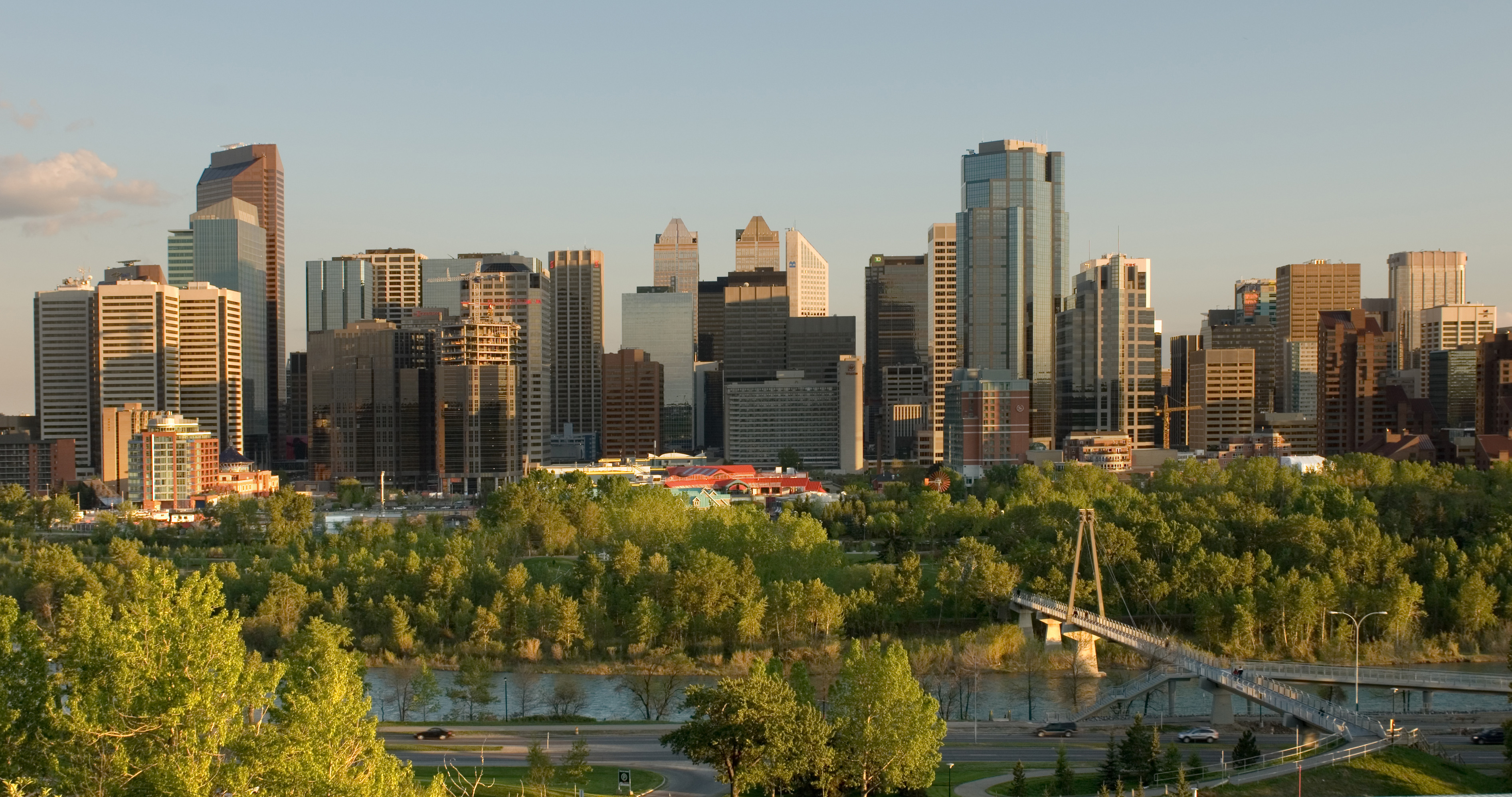
تُوضح الصورة وسط مدينة كالغاري في سنة 2007. حيث صُورت في الحي التجاري المركزي للمدينة وفي حي كنسينغتون المشاهد المُتعلقة بمُدن كانساس سيتي ولوفورن وسيو فولز.

بدأ التصوير الرئيسي لمشاهد الموسم الثاني من المُسلسل في مدينة كالغاري في مُقاطعة ألبرتا الكندية، وذلك في 19 يناير 2015، واستغرقت هذه المرحلة مُدة 85 يومًا. صُورت في الحي التجاري المركزي للمدينة وفي حي كنسينغتون المشاهد المُتعلقة بمُدن كانساس سيتي ولوفورن وسيو فولز. بنى طاقم الإنتاج مُجسما لمطعم وافل هات في إحدى الأماكن في منطقة سبرينغ بانك [الإنجليزية] المُجاورة. صُورت بعض المشاهد أيضا في أماكن أخرى من مُقاطعة ألبرتا مثل ديدسبوري [الإنجليزية] وهاي ريفر [الإنجليزية] وفورت ماكليود [الإنجليزية]. في بداية مرحلة التصوير، شكل الطقس تحديًا لطاقم الإنتاج، حيث أن الطقس في المنطقة كان دافئًا جدًا للثلج. لحل هذه المشكلة، أحضر طاقم الإنتاج الثلج إلى أماكن التصوير من بعض الجبال القريبة.
استمرارًا لخدماته من الموسم الأول، أشرف المُصور السينمائي دانا غونزاليس على إنتاج الموسم الثاني من المُسلسل. أخذ غونزاليس تعليمات وأفكارا من المُصور الأمريكي ويليام إغلستون فيم يخُص بعض الأمور المُتعلقة بالكاميرا والتصوير. لتحقيق الجودة المطلوبة، اعتمد غونزاليس على تقنية إضاءة قديمة، حيث استعان في تصوير المشاهد بكاميرا آري أليكسا [الإنجليزية]، بعد تزويدها بعدسات كوك [الإنجليزية] القديمة. في إحدى مناطق كالغاري التي صُورت فيها بعض المشاهد، استبدل طاقم الإنتاج مصابيح الشوارع التي كانت من الصوديوم بمصابيح التنغستن، مما ساهم في خلق أجواء تُساعد على «جذب الجمهور أكثر إلى العالم الذي تحدث فيه القصة». أيضًا، وبمُجرد أن حلل هاولي فيلم الإثارة الذي صدر سنة 1968 تحت اسم ذا بوسطن سترانغلر [الإنجليزية]، أمر باستخدام تقنية تقسيم الشاشة [الإنجليزية] في بعض الحلقات للمُساعدة في تبسيط الأحداث أثناء الانتقال من مشهد لآخر. صرح غونزاليس بأنهُم : «شعروا بأن تقنية تقسيم الشاشة ستكون وسيلة رائعة لتتبع كل هذه الشخصيات والمواقع داخل الحلقة: أين عائلة غيرهارت؟ أين أعضاء عصابة كانساس سيتي؟ أين بيغي؟ أين إد؟».

### تصميم الأزياء
عملت مُصممة الأزياء كارول كايس بشكل وثيق مع هاولي في عملية اختيار الأزياء المُناسبة لكُل مشهد على حدة ولكُل شخصية على حدة. رأت كايس المُسلسل على أنه مُهمة كبيرة لها، خصوصا وأنها كانت تحذوها رغبة شديدة في الاحتكاك بعالم الموضة في عقد السبعينيات [الإنجليزية] من القرن العشرين. تولى فريق تصميم الأزياء مُهمة اختيار جميع الأزياء بدءًا من «الصفر»، لجعلها تتناسب مع سُكان «بلدة صغيرة جدًا في أمريكا». كما شعر أفراد هذا الفريق بأنه من المُهم التمييز بين أسلوب الشخصيات الريفية، الذين كانوا في ذلك الوقت غير مُبالين إلى حد كبير بآخر صيحات الموضة، وبين أسلوب الشخصيات الحضرية. بالنسبة للشخصيات الحضرية، استخدمت كايس الملابس التي اشترتها من نيويورك لإضفاء مظهر أكثر أناقة ونعومة. على الرغم من أن طاقم إنتاج المُسلسل اشترى مجموعة من الأزياء قبل بضعة أشهر من انطلاق عمليتي التصوير والإنتاج، كانت مُهمة الحصول على ملابس حقبة السبعينيات أمرًا شاقًا، خُصوصا الملابس الخاصة بالطقس البارد، حيث أن الكثير من الملابس المعروضة في الأسواق لم تكُن جيدة بالشكل المطلوب. نتيجة لذلك، عُدلت العديد من الأزياء، مثل أزياء كيرستن دانست، عن طريق إضافة مواد عازلة لها، كما أنه قد صُممت بعض الأزياء من الصفر على يد فريق التصميم في بعض الأحيان. استُخدمت أيضا في التصوير بعض القطع الحديثة من الأحذية والإكسسوارات.

### الموسيقى
قاد كُل من المُلحن جيف روسو والمُشرفة مارغريت فيليبس الفريق الخاص بالإنتاج الموسيقي للموسيقى الخاصة بحلقات الموسم الثاني من مُسلسل فارغو. عُينت فيليبس مباشرة بعد أول لقاء لها مع هاولي، وذلك في رسالة نصية تلقتها عندما غادرت المبنى الذي عُقد فيه هذا اللقاء. كانت موسيقى البروغريسيف روك والكراوتروك خُصوصا أغاني فرقتي ذا ران أوايز [الإنجليزية] وجيثرو تول من بين العديد من الاتجاهات الموسيقية التي اقتُرحت لهذا الموسم. قضت فيليبس شهورًا في إجراء بحث حول الاختيارات الموسيقية التي يُمكن توظيفها خلال هذا الموسم. في حين استخدم روسو العديد من التقنيات المُختلفة خلال عمليتي تركيب وتسجيل الأغاني. استُخدمت في هذا الموسم عدة أغان مشهورة من بينها، أُغنية «أطفال الشمس» (بالإنجليزية: Children of the Sun)‏  التي أدتها بيلي ثورب [الإنجليزية]، وأغان أُخرى لموسيقيين آخرين مثل ليزا هانيغان [الإنجليزية] وبورل آيفز وكريس ويليامسون وديفو وجيف واين ودانيال فانغارد [الإنجليزية] وبليتزن ترابر [الإنجليزية] وشايكي غرايفس [الإنجليزية] ووايت دينيم [الإنجليزية] وبوبي ووماك، فضلا عن نسخة كوفر لأغنية «لم تترك أحداً سوى الطفل» أدتها إيميلو هاريس وأليسون كروس وغيليان ويلتش. حظي استخدام أغنية «خنازير الحرب» (بالإنجليزية: War Pigs)‏ لبلاك سابث في المشاهد الافتتاحية للحلقة النهائية من الموسم بالكثير من الثناء والإشادة من النقاد. سجل روسو بعض الأغاني مع فرقة جامعة جنوب كاليفورنيا الموسيقية بناءً على طلب من هاولي.

## الاستقبال

### عدد المشاهدات
شاهد الحلقة الأولى من الموسم الثاني لمُسلسل فارغو ما مجموعه 1,59 مليون مُشاهد أمريكي، 609 آلاف منهُم كانوا من الفئة العُمرية 18-49. انخفضت نسبة المُشاهدة بنسبة 40٪ بعد الحلقة الأولى للموسم الثاني، وبنسبة 19٪ عن الحلقة النهائية للموسم الأول. منذ ذلك الحين، تراوح عدد مُشاهدي الحلقات الأخرى من الموسم الثاني بين 1,13 و1,32 مليون، باستثناء الحلقة الأخيرة، والتي شاهدها حوالي 1,82 مليون مشاهد.

### الاستقبال النقدي
حظي الموسم الثاني من مُسلسل فارغو بإشادة كبيرة من النقاد، كما اعتبرت الصحافة الأمريكية مُسلسل فارغو من بين أفضل المُسلسلات التلفزيونية لعام 2015. فعلى موقع الطماطم الفاسدة، حصل الموسم الثاني على نسبة تقييم 100٪ بناءً على 53 مراجعة، أي بمُتوسط تقييم 9.19 على 10. في خُلاصة لنقاد الموقع، ذكر هؤلاء بأن: «الموسم الثاني من فارغو احتفظ بجميع العناصر التي جعلت المُسلسل ناجحا خلال الموسم الأول، والتي مكنته من الحصول على العديد من الجوائز، كما نجح في تقديم ملحمة أخرى مدعومة بشخصيات رائعة، وكثير من مشاهد السخرية، مع لمسة من العبث». كما حصلت جميع حلقات الموسم على تقييم مثالي بنسبة 100٪، ليكون هذا الموسم من مُسلسل فارغو ضمن قائمة صغيرة من المُسلسلات التي حققت هذا الإنجاز. حظي الموسم على موقع ميتاكريتيك على تقييم 96٪ ، بناءً على 33 مراجعة، مما يُشير إلى «إشادة عالمية» من نقاد الموقع. كان مُسلسل فارغو المُسلسل التلفزيوني الأعلى تقييمًا لسنة 2015 على نفس الموقع، كما احتل أيضا بهذا التقييم المرتبة العشرين على الإطلاق.
وصف كريستوفر أور عن مجلة ذي أتلانتيك مُسلسل فارغو بأنه «مُسلسل ذكي ومُثير وخيالي، بالإضافة إلى كونه مُسل وشرير». أما ماثيو غيلبرت عن صحيفة بوسطن غلوب فقد صرح بأنه أُعجب بالحوار وبالتمثيل وبالتصوير السينمائي وبالموسيقى وبتصميم مواقع المشاهد وبالإخراج. أما تيم غولدمان عن موقع هوليوود ريبورتر فقد صرح بأن «العديد من النقاط في هذا الموسم، جعلت من مُسلسل فارغو مُسلسل كوميديا سوداء مُسل للغاية». أما نيل غينزلنغر عن صحيفة نيويورك تايمز، فقد صرح بأن الموسم الثاني من مُسلسل فارغو مزج بين الفكاهة الجامدة وبين العُنف بطريقة لا مثيل لها في الأعمال الدرامية المُماثلة. اعتقد براين لاوري عن مجلة فارايتي بأنه على الرغم من الوتيرة السريعة التي تمُر بها الأحداث في هذا الموسم، إلا أن هاولي أضاف عُمقًا لقصته. أما دان جاردين عن مجلة سلانت، فقد اعتقد بأن الطريقة السردية المُعقدة في هذا الموسم الثاني من مُسلسل فارغو، هي ما يُميز المُسلسل عن المُسلسلات المُماثلة. شعر روب شيفيلد عن مجلة رولينغ ستون بأن مُسلسل فارغو رسم «صورة رائعة عن أمريكا». اعتبر آلان سيبنوال عن موقع هيتفيكس [الإنجليزية] بأن المُسلسل جسد العديد من الصفات المُميزة للفيلم الذي صدر قبله، مما أعطاه هُوية مميزة. في مُراجعة لموقع إيه في كلوب، ورد بأن مُسلسل فارغو يُمكن اعتباره «دراما نادرة استغنت عن التخفيف في رواية القصص وعن الغموض الذي يلف الأحداث، واعتمدت على الإكثار من الأحداث المُهمة».
أشاد العديد من النقاد بالأداء الذي قدمه المُمثلون في هذا الموسم. حيث اعتبر براين لاوري طاقم تمثيل المُسلسل في هذا الموسم ضمن النقاط المُميزة التي رفعت من تقييم مُسلسل فارغو. أما روبرت بيانو عن يو إس إيه توداي فقد أشاد بدوره بأداء طاقم التمثيل في هذا الموسم. أشاد الناقد مايكل هوغان عن صحيفة ديلي تلغراف بأداء كُل من كيرستن دانست وتيد دانسون وباتريك ويلسون في هذا الموسم. اعتبر ديفيد ويغان عن سان فرانسيسكو كرونيكل أداء المُمثلين في هذا الموسم بأنه نُقطة مُميزة أضافت المزيد من التميز إلى سيناريو هاولي.  أما مات زولر سيتز عن مجلة نيويورك، فقد اعتبر أداء ويلسون بأنه الأبرز بين مجموعة من المُمثلين الذين «يستحقون كُل التقدير والثناء على أدائهم». كما قال عن ويلسون بأنه: «مُمثل شاب، وهو في حالة جيدة، لكنه يلعب شخصيته كما لو أنه شخص أكبر عُمرا، وأيضا كما لو أنه مُثقل بالعديد من الأعباء التي ليس جاهزا لها بعد. تحصل على إحساس بشخصية، ربما روح، في طور التطور». أشاد نُقاد مجلة إنترتينمنت ويكلي وصحيفة واشنطن بوست بأداء كُل من جيفري دونوفان وجين سمارت وكريستين ميليوتي وبراد غاريت ونيك وأوفرمان. كما أشاد نُقاد كُل من مُدونة غرانتلاند [الإنجليزية] ومجلة ذا نيويورك أوبزرفر [الإنجليزية] وصحيفة لوس أنجلوس تايمز بأداء جميع مُمثلي هذا الموسم.

### الجوائز والترشيحات
كان مُسلسل فارغو خلال هذا الموسم مُرشحا لنيل مجموعة مُتنوعة من الجوائز، مُعظمها في ميادين كتابة السيناريو والتصوير السينمائي والإخراج والتمثيل والمُؤثرات الخاصة. تلقى المُسلسل 18 ترشيحًا خلال حفل توزيع جوائز الإيمي برايم تايم الثامن والستين. اختار المعهد الأمريكي للأفلام المُسلسل ليكون أفضل مُسلسل تلفزيوني لهذه السنة [الإنجليزية]، كما حصل أيضا على 3 ترشيحات في حفل توزيع جوائز الغولدن غلوب، من بينها ترشيح لويلسون لنيل جائزة أفضل مُمثل في مُسلسل قصير أو مُسلسل تلفزيوني وترشيح دانست لجائزة أفضل مُمثلة في مُسلسل قصير أو فيلم تلفزيوني. رُشح المُسلسل أيضا للتنافس على نيل جائزتين من جوائز ساتالايت، وترشيحين آخرين في حفل توزيع جوائز جمعية نقاد التلفزيون [الإنجليزية]، وترشيح واحد ضمن جوائز إمباير. في حفل توزيع جوائز اختيار النقاد للتلفزيون السادس [الإنجليزية]، فاز فارغو بأربع جوائز من أصل 8 ترشيحات، هي جوائز أفضل مُسلسل وأفضل مُمثلة في دور رئيسي وأفضل مُمثلة في دور مُساعد وأفضل مُمثل في دور مُساعد.

## نسخ أخرى
في 23 فبراير 2016، أصدرت توينتيث سينشوري فوكس نُسختي الدي في دي والبلوراي من الموسم الثاني من مُسلسل فارغو في المنطقة 1. بالإضافة إلى جميع الحلقات العشر، اشتملت نُسختا الدي في دي والبلوراي على  على خمس إضافات هي: «لو على لو: مُحادثة مع باتريك ويلسون وكيث كارادين ونواه هاولي» (بالإنجليزية: Lou on Lou: A Conversation with Patrick Wilson، Keith Carradine and Noah Hawley)‏، و«وافلز وبوليت هولز: عودة إلى سيو فولز» (بالإنجليزية: Waffles and Bullet Holes: A Return to Sioux Falls)‏، و«أفلام رونالد ريغان» (بالإنجليزية: The Films of Ronald Reagan: Extended Fargo cut)‏، و«القصة الحقيقية للجريمة في الغرب الأوسط» (بالإنجليزية: The True History of Crime in the Midwest)‏، و«إعلان سكيب سبرانغ» (بالإنجليزية: Skip Sprang TV Commercial)‏.

## وصلات خارجية
- الموقع الرسمي
- قائمة حلقات فارغو  على قاعدة بيانات الأفلام على الإنترنت